# Roots of Evil
Albums de Kool G Rap
4,5,6
(1995) The Giancana Story
(2002)
Singles
1. Foul Cats
Sortie : 1er septembre 1998
2. Can't Stop the Shine
Sortie : 1998

Roots of Evil est le deuxième album studio de Kool G Rap, sorti le 20 octobre 1998.
L'album s'est classé 43e au Top R&B/Hip-Hop Albums.

## Liste des titres
| No  | Titre                                                                          | Contient un (des) sample(s) de                      | Durée |
| --- | ------------------------------------------------------------------------------ | --------------------------------------------------- | ----- |
| 1.  | Intro                                                                          |                                                     | 1:43  |
| 2.  | Hitman's Diary (Produit par Dr. Butcher)                                       | You Light Up My Life de Jean Carne                  | 3:43  |
| 3.  | One Dark Night (Produit par Fade For Underworld Productions)                   |                                                     | 1:45  |
| 4.  | Foul Cats (Produit par CJ Moore et Dr. Butcher)                                | Poor Abbey Walsh de Marvin Gaye                     | 3:23  |
| 5.  | Tekilla Sunrise (Produit par CJ Moore et Dr. Butcher)                          |                                                     | 4:31  |
| 6.  | At da Wake (Interlude)                                                         |                                                     | 1:10  |
| 7.  | Home Sweet Funeral Home (featuring Jinx et Papoose – Produit par Haji A.)      |                                                     | 2:51  |
| 8.  | Mobsta's (Produit par Fade For Underworld Productions)                         | Ain't No Sunshine de Tom Jones                      | 3:18  |
| 9.  | Let the Games Begin (Produit par Rich 5)                                       | Have Mercy on Me des East St. Louis Gospelettes     | 3:28  |
| 10. | A Thugs Love Story (Chapter I, II, III) (Produit par CJ Moore et Dr. Butcher)  | Mellow Mood (Pt. 1) de Barry White                  | 9:33  |
| 11. | Da Bosses Lady (Produit par A. Evans)                                          | He's the Greatest Dancer de Sister Sledge           | 3:54  |
| 12. | Mafioso (Produit par Rich 5)                                                   |                                                     | 2:51  |
| 13. | Thug's Anthem" (featuring Johnny 2 Gunz et Pokaface – Produit par E. Thompson) |                                                     | 3:46  |
| 14. | Da Heat (Produit par CJ Moore et Dr. Butcher)                                  |                                                     | 3:34  |
| 15. | Can't Stop the Shine (Produit par Kool G Rap)                                  | What Cha Gonna Do With My Lovin' de Stephanie Mills | 3:58  |
| 16. | Cannon Fire (Produit par Kool G Rap)                                           | Ballad for the Fall Soldier des Isley Brothers      | 4:11  |
| 17. | Outro (Interlude)                                                              |                                                     | 1:05  |
| 18. | Daddy Figure (Produit par Fade For Underworld Productions et J. Stank)         |                                                     | 5:06  |